# 휘슬러 슬라이딩 센터

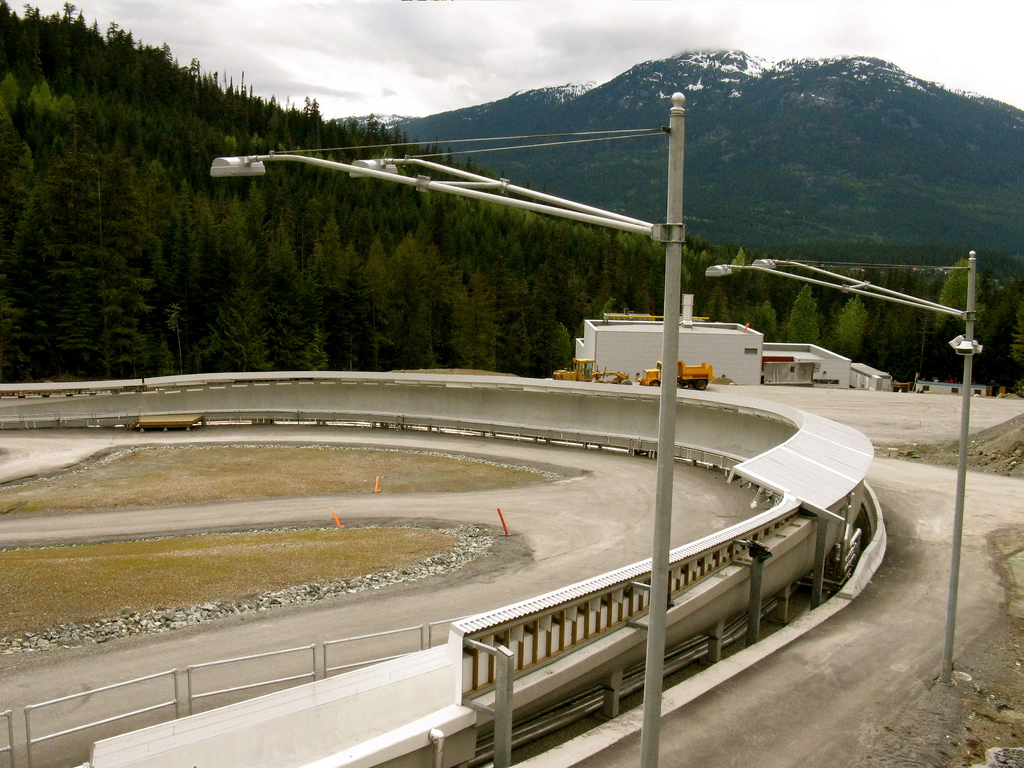
휘슬러 슬라이딩 센터 (2008년 6월)

휘슬러 슬라이딩 센터(Whistler Sliding Centre)는 캐나다 브리티시컬럼비아주 휘슬러에 있는 봅슬레이, 루지 및 스켈레톤 경기장이다. 밴쿠버에서 북쪽으로 125km 떨어진 블랙콤 산에 위치하고 있으며, 2010년 동계 올림픽 봅슬레이, 루지, 스켈레톤 종목의 경기장으로 사용되었다. 이 경기장에서는 세계에서 가장 빠른 썰매종목 트랙으로 밴쿠버 동계올림픽이 개막되기 몇 시간 전 조지아의 루지 선수가 썰매에서 튕겨나와 기둥에 부딪혀 사망하는 사건이 발생했다. 밴쿠버 올림픽조직위원회는 속도를 줄이려고 노력했다. 밴쿠버 동계 올림픽이 열릴 때도 루지선수들이 경기 중 중심을 잃어 썰매에서 떨어지는 사고가 많이 발생하고. 봅슬레이 경기 중 썰매가 쓰러지기도 하면서 휘슬러 슬라이딩 센터의 디자인에 대한 안전성 문제가 제기되었다.